# 55418 Bianciardi
55418 Bianciardi este un asteroid din centura principală de asteroizi.

## Descriere
55418 Bianciardi este un asteroid din centura principală de asteroizi. A fost descoperit pe 13 octombrie 2001 la San Marcello Pistoiese de Luciano Tesi și Maura Tombelli. Asteroidul prezintă o orbită caracterizată de o semiaxă mare de 2,93 ua, o excentricitate de 0,11 și o înclinație de 11,8° în raport cu ecliptica.